# Sami Whitcomb
Samantha Allison Whitcomb (Ventura, 20 de julho de 1988) é uma jogadora de basquete australiana. Ela jogou basquete universitário pelo Washington Huskies antes de fazer seu nome na Austrália com o Rockingham Flames na State Basketball League (SBL) e o Perth Lynx na Women's National Basketball League (WNBL). Ela fez sua estreia na Women's National Basketball Association (WNBA) em 2017 e ganhou campeonatos com o Seattle Storm em 2018 e 2020. Ela se tornou cidadã australiana em 2018 e fez sua estreia pelo Australian Opals.

## Início da vida
Nascida e criada em Ventura, Califórnia, Whitcomb jogou futebol quando criança antes de começar a jogar basquete aos 12 anos. Seus pais se divorciaram quando ela era jovem e, por meio do basquete, ela conseguiu manter um relacionamento próximo com seu pai, apesar de passarem menos tempo juntos.
Whitcomb frequentou a Ventura's Buena High School, onde foi uma vencedora de quatro cartas e capitã do time de basquete por um ano. Ela ganhou vários prêmios durante seu tempo em Buena, incluindo o Co-County Player of the Year de 2004-05 dos treinadores da liga e o Ventura County Star's 2005-06 Girls' Basketball Player of the Year. Ela também ajudou seu time a ganhar três títulos da Channel League como aluna do segundo ano, júnior e sênior. Como veterana em 2005-06, ela teve uma média de 17,3 pontos, 10,5 rebotes e 3,6 roubos de bola por jogo.
Whitcomb também foi duas vezes vencedora de uma medalha de ouro no atletismo durante seus anos de segundo e terceiro ano. Em 2005, ela ficou em segundo lugar na liga em arremesso de peso e em primeiro no condado em arremessadores de cabeça de chave.

## Carreira profissional
Depois de não ter sido selecionada no draft da WNBA de 2010, Whitcomb assinou um contrato de treinamento com o Chicago Sky em 25 de abril de 2010. Ela foi dispensada pelo Sky em 9 de maio após aparecer em três jogos de pré-temporada.
Em 8 de fevereiro de 2017, Whitcomb assinou com o Seattle Storm antes da temporada de 2017 da WNBA. Em sua estreia na WNBA em 13 de maio, ela registrou três pontos e três rebotes em pouco menos de sete minutos saindo do banco em uma derrota por 78-68 para o Los Angeles Sparks. Em 26 de maio, ela marcou 22 pontos, o recorde de sua carreira, e acertou seis cestas de três pontos em 15 minutos saindo do banco em uma vitória por 87-81 sobre o New York Liberty. Suas seis cestas de três pontos no segundo tempo empataram o recorde da WNBA de mais cestas de três pontos em um tempo. Em 34 jogos em 2017, ela teve uma média de 4,4 pontos, 1,7 rebotes e 1,0 assistências em 12,2 minutos por jogo.
Em 1º de fevereiro de 2018, Whitcomb renovou com o Storm em um contrato de vários anos. Ela teve uma média de 2,9 pontos e 8,5 minutos em 31 jogos durante a temporada regular, antes de ter uma média de 6,2 pontos e 12,5 minutos em seis jogos durante os playoffs, ajudando o Storm a vencer o campeonato da WNBA com uma varredura de 3-0 sobre o Washington Mystics nas finais.
Com o Storm em 2019, Whitcomb teve médias de 7,1 pontos, 1,7 rebotes, 2,2 assistências e 1,1 roubos de bola em 35 jogos.
Devido à pandemia de COVID-19, a temporada de 2020 da WNBA foi reduzida para uma temporada regular de 22 jogos na IMG Academy, sem a presença de fãs. Whitcomb apareceu em todos os 22 jogos pelo Storm. Em 12 de agosto de 2020, ela empatou seu recorde de carreira em 3 pontos em um jogo com seis para terminar com 20 pontos, o recorde da temporada, em uma vitória de 100-63 sobre o Atlanta Dream. Depois de aparecer em todos os três jogos da série semifinal do Storm por 3-0 sobre o Minnesota Lynx, ela deixou a bolha da WNBA em Bradenton, Flórida, e voltou para Perth, Austrália, para ficar com sua esposa no nascimento de seu primeiro filho. O Storm derrotou o Las Vegas Aces por 3 a 0 nas finais para garantir a Whitcomb seu segundo campeonato da WNBA. Na temporada, Whitcomb liderou as reservas de Seattle com 8,1 pontos por jogo, o recorde de sua carreira, juntamente com 2,3 rebotes, 2,0 assistências e 16,5 minutos.
Em 10 de fevereiro de 2021, Whitcomb foi adquirida pelo New York Liberty por meio de sign-and-trade em troca dos direitos de Stephanie Talbot. Em 26 de junho de 2021, ela marcou 30 pontos, o recorde de sua carreira, em uma vitória de 101-78 sobre o Atlanta Dream. Ela fez 7 de 12 na faixa de 3 pontos e empatou seu recorde de carreira com 22 pontos no primeiro tempo. Ela apareceu em 30 jogos durante a temporada de 2021 da WNBA, incluindo 28 partidas, o recorde de sua carreira, com médias de 11,7 pontos, 5,0 rebotes e 2,7 assistências por jogo. Ela também arremessou 42,5% da faixa de 3 pontos.
Depois de servir como uma das capitãs do Liberty em 2021, Whitcomb se tornou a única capitã do time em 2022. Em 12 de julho de 2022, ela marcou 15 de seus 17 pontos, o recorde da temporada, no terceiro quarto da derrota do Liberty por 107–101 para o Las Vegas Aces. Ela se tornou a primeira jogadora do Liberty na era dos quartos a fazer cinco ou mais cestas de três pontos em um único quarto, empatando o recorde da WNBA de mais cestas de três pontos em um terceiro quarto no processo. Jogando como reserva, ela teve uma média de 6,5 pontos, 2,3 rebotes e 2,3 assistências por jogo, enquanto arremessou 35,1% da faixa de 3 pontos.
Em 3 de fevereiro de 2023, Whitcomb assinou um contrato de dois anos com o Seattle Storm, retornando à franquia para uma segunda passagem. Em 18 de agosto, ela teve 23 pontos e cinco cestas de 3 pontos em uma derrota por 78-70 para o Minnesota Lynx. Em 40 jogos durante a temporada de 2023 da WNBA, ela teve uma média de 9,7 pontos, 2,9 rebotes e 2,9 assistências por jogo.
Whitcomb voltou a se juntar ao Storm para a temporada de 2024 da WNBA. Em 40 jogos, ela teve uma média de 5,0 pontos, 1,9 rebotes e 1,6 assistências por jogo.

## Carreira na seleção
Em maio de 2017, Whitcomb solicitou a cidadania australiana. Ela se qualificou após atender aos critérios de morar na Austrália por pelo menos quatro anos e ser residente permanente por pelo menos 12 meses. Mas o processo estagnou em junho devido aos desafios associados à inscrição do exterior. Em dezembro de 2017, ela foi adicionada ao time australiano Opals antes dos Jogos da Commonwealth de 2018, com a aprovação de seu pedido de cidadania australiana iminente. Em 1º de fevereiro de 2018, Whitcomb foi naturalizada em uma cerimônia em Perth antes de voar para a Itália no dia seguinte para o campo de treinamento dos Opals. Ela acabou perdendo a chance de fazer parte do time final.
Em setembro de 2018, Whitcomb estreou com as Opals na Copa do Mundo FIBA depois de substituir a lesionada Leilani Mitchell. Ela ganhou uma medalha de prata na Copa do Mundo. Em junho de 2019, ela foi selecionada para o time de treinamento da Copa da Ásia das Opals.
Em setembro e outubro de 2021, Whitcomb foi capitã dos Opals na Copa da Ásia da FIBA. Ela ajudou os Opals a chegar à partida pela medalha de bronze, onde derrotaram a Coreia do Sul por 88–58, com 15 pontos, nove rebotes e oito assistências de Whitcomb.
Em fevereiro de 2022, Whitcomb foi capitã dos Opals no Torneio de Qualificação da Copa do Mundo da FIBA na Sérvia. Ela foi nomeada no All-Star Five do torneio. Nos Jogos Olímpicos de Verão de 2024, em Paris, conquistou a medalha de bronze no torneio feminino do basquetebol, após vencer confronto contra a equipe belga por 85–81 na decisão do terceiro lugar.